# Groupe du Front républicain pour l'unité et la démocratie
Le Groupe du Front républicain pour l'unité et la démocratie (en arabe : ريق الجبهة الجمهورية للوحدة والديمقراطية ; FRUD) est un groupe parlementaire à l'Assemblée nationale de Mauritanie. Il est créé après que la coalition Espoir Mauritanie obtient sept sièges aux élections législatives mauritaniennes de 2023, le minimum requis pour former un groupe parlementaire.

## Liste des présidents
| Nom                   | Début        | Fin      |
| --------------------- | ------------ | -------- |
| Kadiata Malick Diallo | 26 juin 2023 | en cours |

## Historique des membres
| Année | Sièges  | +/-           | Notes |
| ----- | ------- | ------------- | ----- |
| 2023  | 7 / 176 | en stagnation |       |